# 水内郡
- 令制国一覧 > 東山道 > 信濃国 > 水内郡
- 日本 > 中部地方 > 長野県 > 水内郡

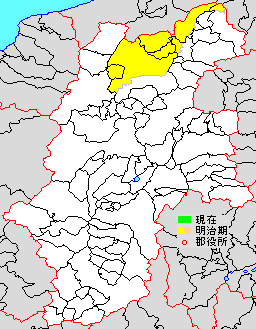
長野県水内郡の範囲

水内郡（みのちぐん）は、長野県（信濃国）にあった郡。

## 郡域
現在の下記の区域にあたるが、行政区画として画定されたものではない。
- 上水内郡の全域
- 長野市の一部（信州新町日原西・信州新町信級および屋島の一部を除く概ね犀川および千曲川以北）
- 中野市の一部（概ね千曲川以西）
- 飯山市の一部（同上）
- 下水内郡栄村の一部（同上）

## 古代
古くは「みのちごおり」、「みぬちごおり」と呼ばれた。奈良時代後半に全国から9人が各々の善行によって朝廷から生涯の納税免除という褒美を得ていて、その内4人までが信濃国からであり、刑部知麻呂と倉橋部真人の2人が当郡の人と続日本紀に記載がある。平安時代の『延喜式』、『和名類聚抄』にも水内郡の名が見られ郷名は芋井・太田・芹田・尾張・大島・古野・赤生・中島と記述されている。郡衙は長野市南長野の県町遺跡に比定されている。

### 式内社
『延喜式』神名帳に記される郡内の式内社。
| 神名帳     | 神名帳 | 神名帳 | 神名帳 | 比定社 | 比定社 | 比定社 | 集成 |
| 社名       | 読み   | 格     | 付記   | 社名   | 所在地 | 備考   | 集成 |
| ---------- | ------ | ------ | ------ | ------ | ------ | ------ | ---- |
| 更級郡     |        |        |        |        |        |        |      |
|            |        |        |        |        |        |        |      |
| 凡例を表示 |        |        |        |        |        |        |      |

## 戦国時代
戦国期には越後国上杉氏に属した葛山氏が勢力を誇っていたが、甲斐国の武田氏は越後上杉氏との川中島の戦いにおいて弘治2年（1556年）頃から葛山氏に対する調略を行う。弘治4年（1558年）には上水内郡中条村の柏鉢城に在番衆を入れ支配拠点とし、大日方主税助、室住虎定（豊後守）、水上六郎兵衛（備前守）、箕輪衆、坂西氏らを配置した。
武田氏は永禄9年（1566年）頃から判物から奉書式朱印状の切り替えを行っているが、武田氏の水内郡支配において奉書式朱印状の奉者の多くは信玄側近の跡部勝資（大炊助）が務めており、勝資が担当奉者であったと考えられている。

## 近代以降の沿革
所属町村の変遷は上水内郡#郡発足までの沿革、下水内郡#郡発足までの沿革をそれぞれ参照
- 「旧高旧領取調帳」に記載されている明治初年時点での支配は以下の通り。下記のほか寺社領、寺社除地[2]が存在。国名のあるものは飛地領。（227村）
  - 後の上水内郡域（5町172村） - 幕府領（中野代官所、松代藩預地）、松代藩、飯山藩、越後椎谷藩
  - 後の下水内郡域（1町49村） - 幕府領（中野代官所）、飯山藩
- 慶応4年2月17日（1868年3月10日） - 幕府領の一部（中野代官所）が名古屋藩の管轄となる。
- 明治2年2月30日（1869年4月11日） - 幕府領の一部（中野代官所）が伊那県の管轄となる。
- 明治3年
  - このころ幕府領（松代藩預地）が伊那県の管轄となる。
  - 9月17日（1870年10月11日） - 伊那県の管轄区域が中野県の管轄となる。
- 明治4年
  - 6月22日（1871年8月8日） - 中野県が改称して長野県となる。
  - 7月14日（1871年8月29日） - 廃藩置県により藩領が松代県、飯山県、椎谷県の管轄となる。
  - 11月20日（1871年12月31日） - 第1次府県統合により全域が長野県の管轄となる。
- 明治12年（1879年）1月4日 - 郡区町村編制法の長野県での施行により、水内郡のうち、長野町ほか3町101村の区域に上水内郡が、飯山町ほか1町18村の区域に下水内郡がそれぞれ行政区画として発足。同日水内郡消滅。